# Orionina bradyi
Orionina bradyi är en kräftdjursart som beskrevs av van den Bold 1963. Orionina bradyi ingår i släktet Orionina och familjen Hemicytheridae. Inga underarter finns listade i Catalogue of Life.